# Келсо (Вашингтон)
Ке́лсо (англ. Kelso) — город на юго-западе штата Вашингтон, США. Является административным центром округа Каулиц. На момент переписи 2010 года в городе проживало 11,925 жителей. Келсо граничит на западе с городом Лонгвью. Неподалёку от города находится стратовулкан Сент-Хеленс.

## История
Первее всех в Келсо жили коренные американцы из племени Каулиц. В 1855, европейские исследователи отмечали, что число индейцев из этого племени достигало 6000 человек.
Келсо был основан шотландским геодезистом Питером В. Кроуфордом. Келсо получил название в честь города, в котором родился Кроуфорд. Поселение было впервые заложено в 1884 году. Как город Келсо был зарегистрирован в 1889 году.
В первые дни своего существования Келсо получил прозвище «Маленькое Чикаго», так как город стал популярным благодаря большому числу таверн и борделей, которые обслуживали местных лесорубов. В выходные дни в город прибывали полные поезда с лесорубами, которые приезжали в поисках женщин, выпивки, азартных игр и драк. ФБР заставили мэра искоренить подобные увеселительные заведения в 1950-х годах. Последние из них закрылись в середине 60-х. Экономику города продолжает поддерживать экспорт древесной продукции.
В конце 19 — начале 20 века Келсо являлся крупнейшим местом по добыче корюшки на реке Каулиц. В 1910 году, основываясь на данных Орегонской Газеты, было поймано 5000 тонн рыбы. Торговая палата города Келсо в 1956 придумала слоган, известный как Корюшковая Столица Мира. В реке Каулиц было очень много корюшки, которая быстро поставлялась на многие рынки страны. Число рыбы значительно снизилось за последние десятилетия, возможно это связано с повышенной её добычей, с глобальными изменениями климата или с потерей привычной среды обитания.
18 мая 1980 года Келсо пережил ударную волну, вызванную извержением вулкана Сент-Хеленс, находящегося всего в 39 километрах от города. Инцидент известен как крупнейшее извержение вулкана в истории Соединённых Штатов. В воздухе над Келсо образовалось большое количество вулканического пепла. Многие места в городе были построены поверх вулканического пепла добытого из реки Каулиц, одним из таких мест является местный гольф-клуб.

## География
Через Келсо проходит шоссе I5, в 77 километрах к югу от города находится Портлэнд, а в 201 километре на севере располагается Сиэтл. Келсо находится в 130 километрах от побережья Тихого Океана.
Основываясь на данных Бюро переписи населения США, площадь города составляет 22.01 км², из которых 21.08 км² — земля, и 0.93 км² — вода.
Через Келсо проходят три реки: Колумбия, Каулиц и Коуиман, исторически они использовались как водные транспортные пути между Портлэндом и Пьюджет-Саунд. До 1918 года пароходы являлись основным транспортным средством на реке Каулиц.

### Климат
| Показатель                                | Янв.  | Фев.  | Март  | Апр. | Май  | Июнь | Июль | Авг. | Сен. | Окт.  | Нояб. | Дек.  | Год    |
| ----------------------------------------- | ----- | ----- | ----- | ---- | ---- | ---- | ---- | ---- | ---- | ----- | ----- | ----- | ------ |
| Абсолютный максимум, °C                   | 16    | 21    | 25    | 30   | 37   | 36   | 41   | 37   | 34   | 30    | 21    | 17    | 41     |
| Средний максимум, °C                      | 5,1   | 8,9   | 10,9  | 16,4 | 19,1 | 21,4 | 24,6 | 24,7 | 23,8 | 16,6  | 11,4  | 8,1   | 15,92  |
| Средний минимум, °C                       | −1,7  | 0,7   | 1,6   | 2,7  | 5,6  | 8,4  | 10   | 10,3 | 7,8  | 4,6   | 2,6   | 1,9   | 4,54   |
| Абсолютный минимум, °C                    | −18   | −17   | −4    | −3   | −1   | 2    | 4    | 3    | 0    | −6    | −11   | −9    | −18    |
| Норма осадков, мм                         | 159,3 | 138,9 | 147,8 | 63   | 54,9 | 46,5 | 12,7 | 21,6 | 26,4 | 108,7 | 142   | 166,9 | 1088,9 |
| Источник: Western Regional Climate Center |       |       |       |      |      |      |      |      |      |       |       |       |        |

## Административное устройство
В управлении Келсо участвуют городской совет из семи членов, которых выбирают местные жители, и мэра, который назначается советом сроком на два года.

## Работа
Доступ к реке Колумбия, шоссе I5 и железным дорогам западного побережья позволяет Келсо быстро диверсифицировать производственную базу. Основную занятость населения обеспечивают работодатели из школьного района Келсо, самые крупные из них — это Фостер Фармс и Safeway.